# Nowokaczalinsk
Nowokaczalinsk (ros. Новокачалинск) – wieś (sieło) w Rosji, w Kraju Nadmorskim, w rejonie chankajskim. W 2010 liczyła 1012 mieszkańców.